# Bahnhof Pasila
Der Bahnhof Pasila (finnisch Pasilan rautatieasema, schwedisch Böle järnvägsstation) ist ein Bahnhof in der finnischen Hauptstadt Helsinki. Er liegt im Stadtteil Pasila, etwa drei Kilometer nördlich des Stadtzentrums. Er ist der am zweitstärksten von Reisenden frequentierte Bahnhof des Landes (nach dem Hauptbahnhof Helsinki). Sämtliche Nah- und Fernverkehrszüge, die den Hauptbahnhof anfahren, halten auch in Pasila.

## Lage
Pasila liegt an der sogenannten Hauptbahn (päärata) Finnlands. Von Pasila führt die Strecke in südlicher Richtung in das auf einer Halbinsel gelegene Stadtzentrum, wo sie am Hauptbahnhof endet. Dieser Abschnitt zwischen Pasila und dem Hauptbahnhof ist mit 25,7 Millionen Reisenden pro Jahr die meistfrequentierte Bahnstrecke Finnlands. Unmittelbar nördlich der Bahnsteige trennen sich die Strecken: einerseits geht es über die Hauptbahn nach Norden in Richtung Tampere, andererseits über die sogenannte Strandbahn (rantarata) nach Westen in Richtung Turku.

## Geschichte
Die Bahnstrecke durch Pasila wurde 1862 fertiggestellt, der erste Personenbahnhof wurde aber erst 1890 eingerichtet. Damals lag Pasila noch auf dem Land, weit außerhalb von Helsinki. Das erste Bahnhofsgebäude war sehr klein und bescheiden. 1923 wurde es durch ein etwas größeres Holzhaus ersetzt, das von Vammeljoki auf der Karelischen Landenge nach Pasila verlegt wurde. Es diente bis 1984 als Dienstgebäude und wurde während der Bauarbeiten für einen neuen Bahnhof an derselben Stelle etwa 100 Meter nach Osten auf den Platz Veturitori verlegt.
Das dritte Bahnhofsgebäude wurde 1990 fertiggestellt. Der Kontrast zum alten Gebäude machte deutlich, wie sehr der Verkehr im Laufe der Jahre zugenommen hatte, was vor allem an dem starken Bevölkerungswachstum der Region Helsinki lag. Die Empfangshalle befand sich auf einer Brücke, die quer über den Bahnsteigen lag (Reiterbahnhof). Rolltreppen und Aufzüge führten hinunter zu den überdachten Bahnsteigen. Westlich des Personenbahnhofs gab es bis 2008 einen Rangierbahnhof. Das dritte Bahnhofsgebäude wurde seinerseits am 19. Juni 2017 geschlossen und anschließend für den Bau eines neuen Bahnhofs- und Einkaufszentrums namens Tripla abgerissen. Bereits am 3. April 2017 wurde dafür nördlich der Stationspfeiler ein temporäres Bahnhofsgebäude fertiggestellt.

## Bahnhofsgebäude
Das aktuelle Bahnhofsgebäude in Pasila wurde am 17. Oktober 2019 in Betrieb genommen. Es wurde auf Säulen über den Gleisen errichtet und ist mit dem angrenzenden Einkaufszentrum, der Mall of Tripla, verbunden. Die Pasila-Brücke, die Ost- und West-Pasila verbindet, führt im Süden am Bahnhof und am Einkaufszentrum vorbei.
Nördlich schließen sich auch eine Verladestelle für Autoreisezüge und ein relativ großer Betriebsbahnhof an.

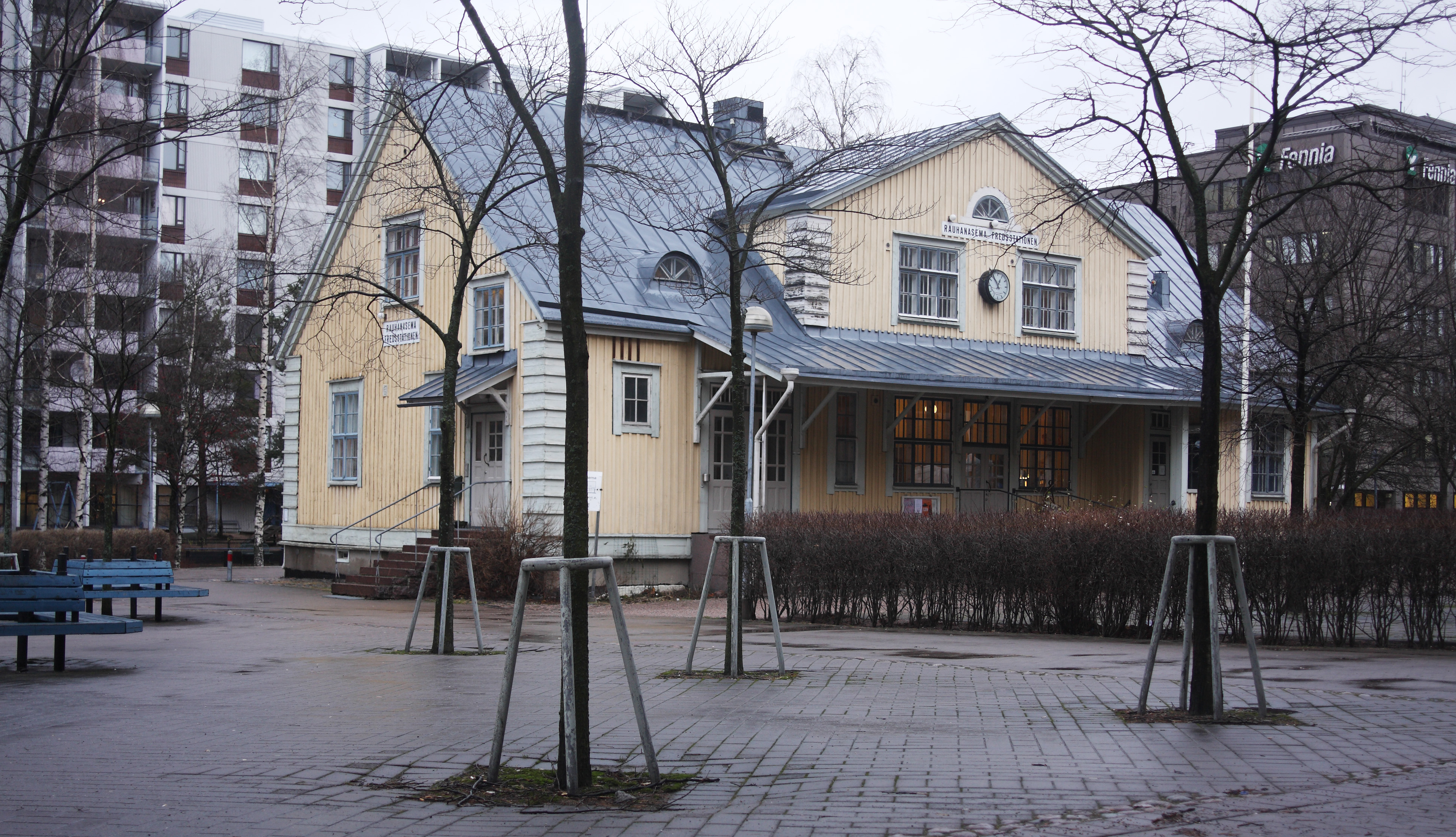
Das alte Bahnhofsgebäude auf dem Veturitori
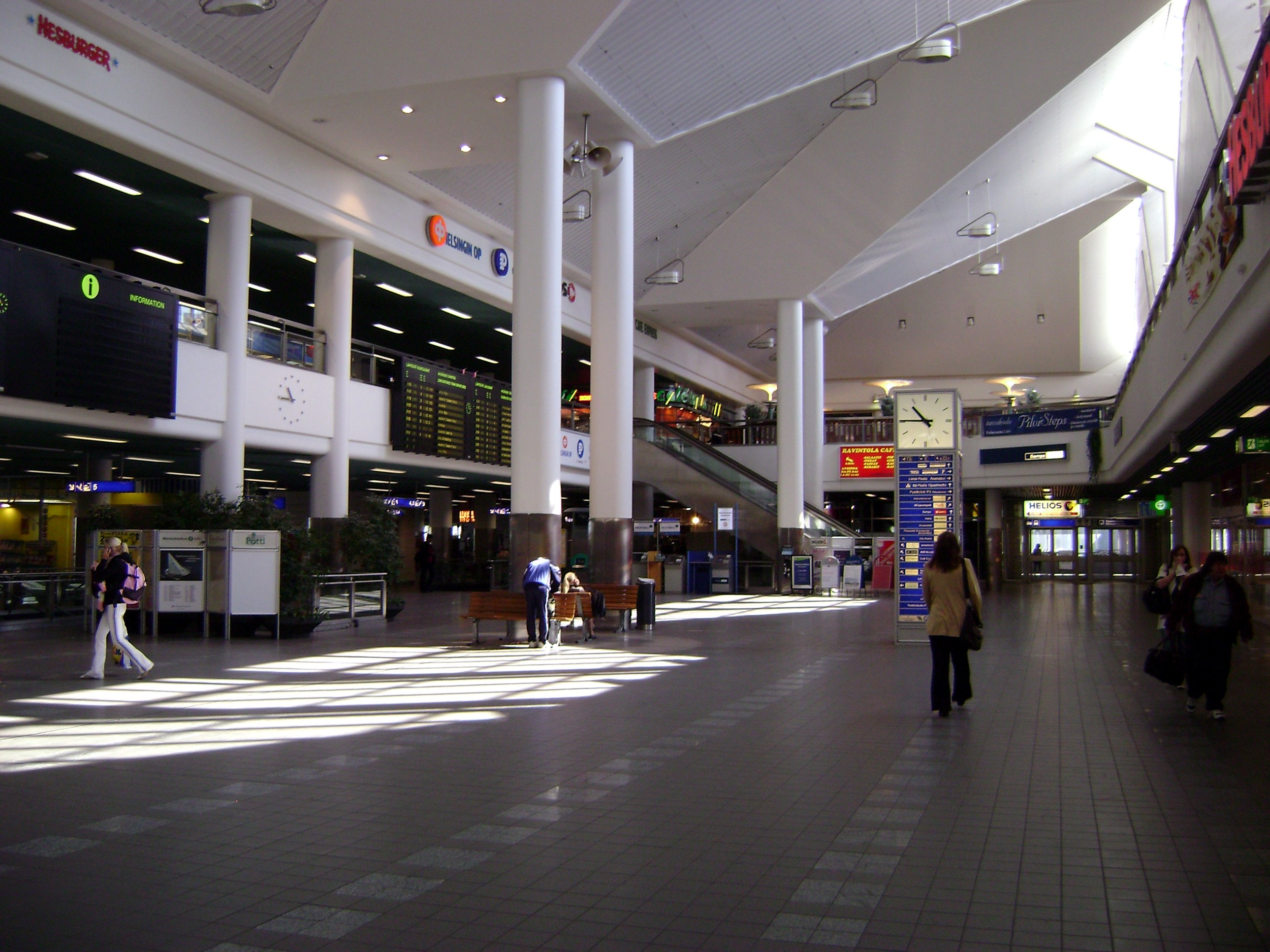
Empfangshalle des zwischen 1990 und 2017 bestehenden Bahnhofsgebäudes
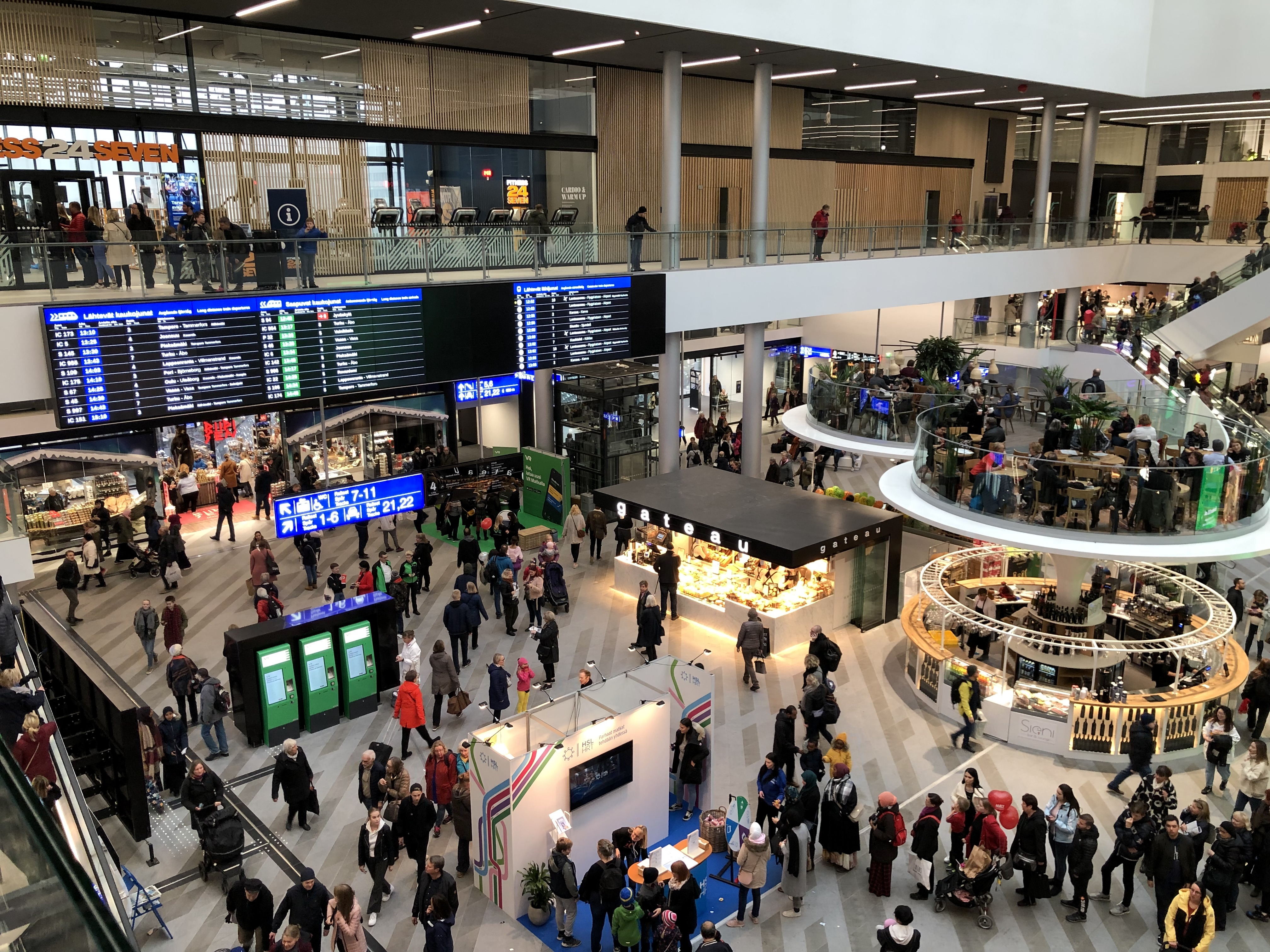
Die Halle des 2019 eröffneten Gebäudes
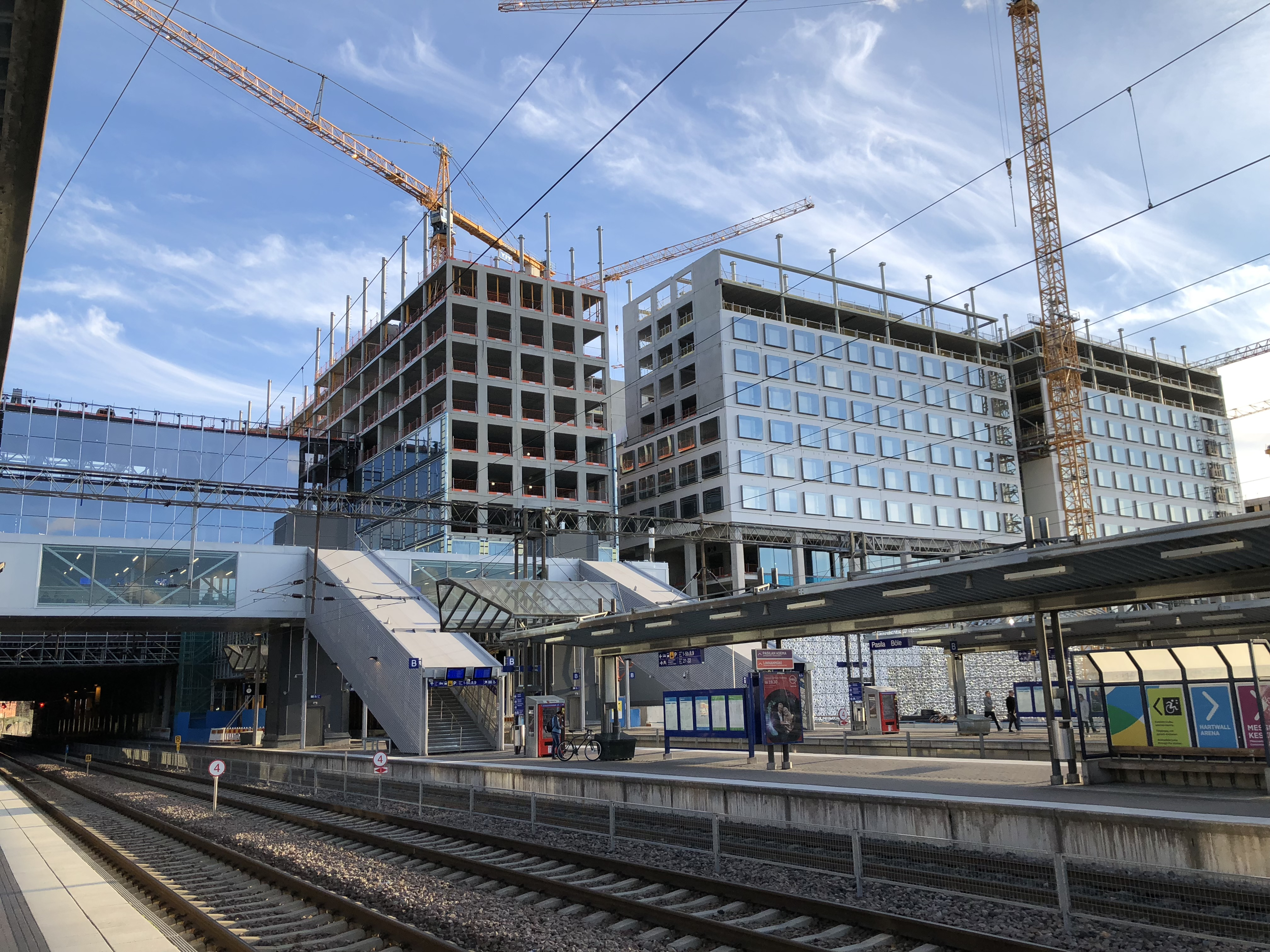
Das 2019 eröffnete Bahnhofsgebäude im Bau (2018)
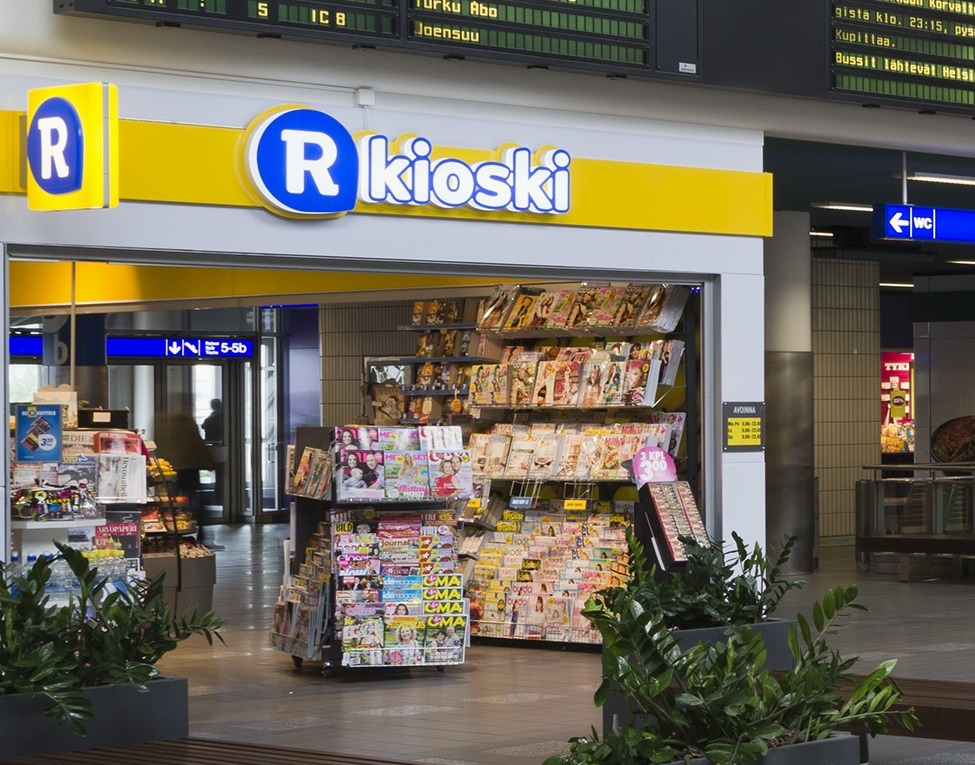
R-kioski im Bahnhof Pasila, 2021